# Ahse
Die Ahse ist ein 50 km langer, linksseitiger und südlicher Nebenfluss der Lippe in Nordrhein-Westfalen (Deutschland). Sie fließt in der Soester Börde in den Gemeinden Bad Sassendorf, Lippetal, Welver und der Stadt Hamm, wo sie in die Lippe mündet.

## Name
Der Name „Ahse“, ursprünglich als „Orsna“ (1269, 1293) oder „Arsene“ (1404) überliefert, steht in Verbindung mit einem rekonstruierten urgermanischen Wort arsa, das die Bedeutung „Hinterteil“ hat (vgl. Arsch). Ob für den Fluss direkt dieses Wort anzusetzen ist oder eine bildliche Übertragung, etwa als Kuppe, Anhöhe, bleibt unklar.

## Geographie

### Verlauf
Die Ahse entspringt ziemlich genau in der Mitte zwischen Erwitte und Soest in der Nähe der Bundesstraße 1 im Dorf Lohne in der Gemeinde Bad Sassendorf. Südlich von Lohne führt die Ahse nur zeitweilig Wasser. Von Lohne fließt sie in fast nördlicher Richtung zum Dorf Bettinghausen, wo der Kützelbach einmündet. Weiter fließt die Ahse südwestlich von Ostinghausen am Haus Düsse und dann, nach Westen fließend, an mehreren alten Höfen (Sauerlandshof, Haus Ahse u. a.) vorbei. Südöstlich von Oestinghausen ist die Ahse stark verändert worden. Bis 1950 floss sie an zwei alten Mühlen vorbei; als dann das Staurecht aufgekauft werden konnte, verlor die Ahse ihre Bedeutung für den Mühlenbetrieb. Das Wasser wurde von nun an durch den „Blinden Bach“ und den „Separationsgraben“ geleitet; die alten Wasserläufe wurden nun als „Mühlengraben“ bezeichnet. 2005 und 2006 ist der Separationsgraben renaturiert und der Mühlengraben reaktiviert worden. Seit 2006 ist dieser Bereich als Naturschutzgebiet „Ahseniederung Oestinghausen“ ausgewiesen. In der Niederung münden die Gewässer des Mühlengrabens, der Rosenaue und der Schledde. Die Ahse fließt weiter in westlicher Richtung an verschiedenen alten Höfen (Schwenkhausen, Borghausen (mit Wasserburg)) vorüber.
Nördlich von Berwicke mündet der von Soest kommende Soestbach in die Ahse. Weiter geht es an Haus Nehlen und Nateln (mit Haus Nateln) vorbei in Richtung Westen. Zwischen Dorfwelver und Dinker liegt südlich der Ahse die ehemalige Wasserburg Matena; etwas weiter mündet der von Werl kommende Salzbach ein. In westnordwestlicher Richtung fließt die Ahse nördlich an Westtünnen vorbei. Nach dem Caldenhof im Stadtgebiet von Hamm wurde sie in ihrem Unterlauf umgeleitet. In Hamm mündet sie nach einer Unterführung (Düker) unter dem Datteln-Hamm-Kanal in die Lippe.

### Zuflüsse
- Rosenaue (links)
- Schledde (links)
- Soestbach (links)
- Salzbach (links)
- Geithe (rechts)

### Gemeinden
- Bad Sassendorf
- Lippetal
- Welver
- Hamm

## Geschichte
Die Arbeiten zur Umbettung der Ahse im Gebiet der Stadt Hamm leitete Otto Krafft als Stadtbaurat in Hamm. Der erste Spatenstich erfolgte am 19. Juli 1911. Die Fertigstellung wurde in einem Festakt am 24. Juli 1913 begangen. Das alte Ahsebett innerhalb der Stadt Hamm wurde zu einem Grüngürtel (Südring- und Ostringanlagen) umgestaltet.
In Lippetal-Oestinghausen wurde die Ahse renaturiert und erfolgreich umgebettet.

## Natur und Umwelt

### Wasserqualität
Im November 2019 wurden vom VSR-Gewässerschutz e. V. erhöhte Nitratwerte in der Ahse festgestellt. Die Messpunkte des Vereins wiesen zwischen 29,7 mg/l und 73,7 mg/l Nitrat auf. Nach den Vorgaben der Länderarbeitsgemeinschaft Wasser (LAWA) dürfte die Ahse für einen „guten Zustand“ nur 11 mg/l Nitrat aufweisen. Dieser Wert wird an allen Messstellen überschritten. Als Hauptgrund nennt der Verein hohe Düngemengen in der intensiven Landwirtschaft. Er fordert eine Ausweitung des ökologischen Landbaus, um der Nitratbelastung entgegenzuwirken.

### Schutzgebiete
Die Ahse fließt, nachdem sie die Ortslage von Bad Sassendorf verlassen hat, fast durchgängig in Schutzgebieten. Zuerst verläuft sie im Naturschutzgebiet Ahse nördlich Lohne. Danach folgt das Landschaftsschutzgebiet Kreis Soest, durch das später noch weitere Teilbereiche der Ahse verlaufen. Es folgen die Naturschutzgebiete Woeste, Ahseniederung Oestinghausen, Ahsewiesen (LP), Ahsewiesen (VO), Ahse bei Dinker, Hohenover, Hohenover Süd, Ahsemersch Süd und Ahsemersch.